# Перель Олександр Семенович
Олександр Семенович Перель (1895 , Сімферополь  — 1972 , Москва ) — радянський спортивний журналіст, дослідник футболу.

## Життєпис
Олександр Перель народився 1895 року в місті Сімферополь.
Працював журналістом у газетах «Труд» та «Красная Звезда». Також публікувався в газетах «Комсомольськая правда» та «Советский спорт», тижневику «Футбол».
Був одним із основоположників радянської футбольної історії та статистики, розпочавши цю роботу в 1930-ті роки. Вів систематичні підрахунки результатів команд та особистої статистики футболістів, узагальнював дані про розвиток футболу в СРСР. На початку 1960-х років був одним із прихильників участі радянських команд у єврокубках.
У 1959—1972 роках входив до складу президії та низки комісій Федерації футболу СРСР.
Помер 1972 року в Москві. Похований на Новому Донському цвинтарі у Москві.